# 3302 Шлиман
3302 Шлиман (енгл. 3302 Schliemann) је астероид главног астероидног појаса са средњом удаљеношћу од Сунца која износи 2,454 астрономских јединица (АЈ).
Апсолутна магнитуда астероида је 12,8.